# 拉普塞库尔
拉普塞库尔（法語：Rapsécourt，法語發音：[ʁapsekuʁ]）是法国马恩省的一个市镇，属于香槟沙隆区。

## 地理
拉普塞库尔（49°1'25"N, 4°47'41"E）面积7.23 平方千米，位于法国大東部大區马恩省，该省份为法国东北部内陆省份，北起阿登省，西北接埃纳省，西南接塞纳-马恩省，南至奥布省，东南接上马恩省，东临默兹省。
与拉普塞库尔接壤的市镇（或旧市镇、城区）包括：瓦勒蒙、布罗圣雷米、拉沙佩勒费尔库尔、当皮埃尔堡、埃利斯-多库尔、埃尔蓬、欧沃河畔圣马尔。

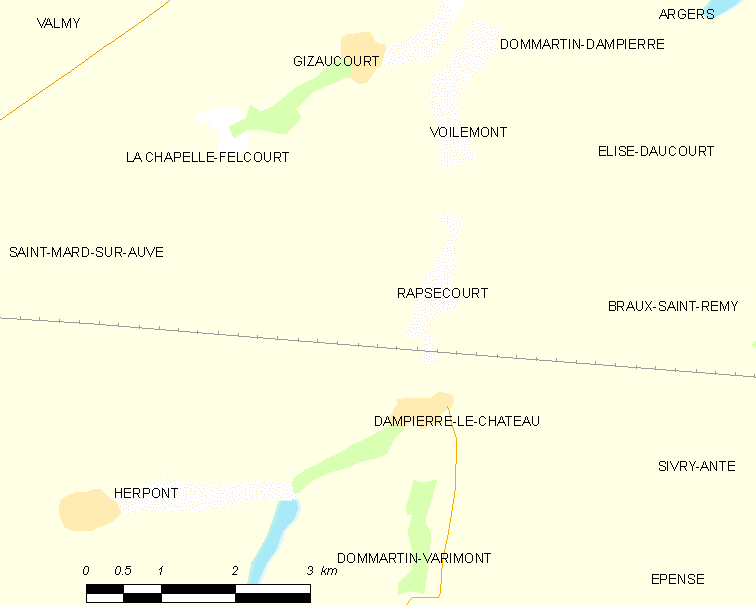
拉普塞库尔的OSM定位图

拉普塞库尔的时区为UTC+01:00、UTC+02:00（夏令时）。

## 行政
拉普塞库尔的邮政编码为51330，INSEE市镇编码为51452。

## 政治
拉普塞库尔所属的省级选区为阿戈讷-叙普-韦勒县。

## 人口

1962-2008年间拉普塞库尔人口变化图示

拉普塞库尔于2022年1月1日时的人口数量为33人。